# سم جی. برتون
سم گیلبرت برتون (به انگلیسی: Sam Gilbert Bratton) سناتور سابق عضو حزب دموکرات ایالات متحده آمریکا بود. وی در سال ۱۹۲۵ تا ۱۹۳۳ میلادی سناتور ایالت نیومکزیکو در سنای ایالات متحده آمریکا بود.